# Les Yeux d'un ange

Les Yeux d'un ange (Eyes of an Angel) est un film américain réalisé par Robert Harmon sorti en 1991.

## Synopsis
Père célibataire, Bobby élève sa fille malgré les circonstances difficiles. Jusqu'au jour où celle-ci ramène un doberman blessé.

## Fiche technique
- Réalisation : Robert Harmon
- Scénario : Robert Stitzel
- Directeur de la photographie : Theo van de Sande
- Pays : États-Unis
- Genre : Drame
- Durée : 91 minutes
- Date de sortie :  France : 25 septembre 1991

## Distribution
- John Travolta (VF : Michel Papineschi) : Bobby
- Ellie Raab : la fille
- Tito Larriva : Cissy
- Richard Edson : Goon
- Vincent Guastaferro : Goon
- Jeffrey DeMunn : Georgie
- Lisa Ziegler : la femme de Georgie
- R. Ruddell Weatherwax : The Dogs Handler
- Gene LeBell : Pit Bull Handler
- Robert Stitzel : Rancher
- Robert Rigamonti : le vendeur du magasin
- John Duda : Alan
- Mik One : le barman
- Sidney Chankin : le propriétaire du motel
- Frank Ammirati : le serveur